# Shigeki Morimoto
Shigeki Morimoto (japanska: 森本茂樹 Hepburn: Morimoto Shigeki?), född den 1 oktober 1967, är en japansk speldesigner, programmerare och ibland rådgivare som arbetar för Game Freak. Han har medverkat under utvecklingen av de flesta av Pokémonspelen sedan Pokémon Red och Green, som släpptes under 1996 i Japan. Morimoto var med och utvecklade Pokémonspelens stridssystem och han är även grundaren av Mew. Morimoto är även namnet på en NPC som finns i Castelia City i Pokémon Black och White.